# くちびるに歌を
『くちびるに歌を』（くちびるにうたを）は、中田永一の青春小説。NHK全国学校音楽コンクールの課題曲となった「手紙 〜拝啓 十五の君へ〜」の作者であるアンジェラ・アキと長崎県五島列島若松島の中学生との交流を描いたテレビドキュメンタリー「拝啓 十五の君へ 若松島編～歌と歩んだ島の子どもたち」（NHK、2009年5月放送）をもとに小説化された。
2011年11月24日に小学館より出版され、2013年12月6日には文庫版が刊行された。
2015年に映画化され、2022年に舞台化された。2024年に再演。

## あらすじ
長崎県・五島列島のとある島の中学校。合唱部顧問の松山ハルコは産休に入るため、代わって松山の中学時代の同級生、自称ニートの臨時教員・柏木ユリに、1年間の期限付きで合唱部の指導を依頼する。
それを知った校内では柏木の美貌目当てに合唱部に入部したいという男子生徒が続出し、桑原サトル・向井ケイスケ・三田村リクらが入部したが、もともと合唱部には女子しかおらず、以前から合唱部に所属していた仲村ナズナ・長谷川コトミ・辻エリなど、受け入れる側の女子生徒と軋轢が生じる。さらに、柏木は7月に諫早市で行われるNHK全国学校音楽コンクール長崎県大会出場にあたっても独断で男子との混声での出場を決め、合唱部の男女生徒間の対立は深まる。
その一方、柏木は課題曲「手紙 〜拝啓 十五の君へ〜」にちなみ、「誰にも見せる必要はないから、15年後の自分に向けて手紙を書け」と部員に宿題を出す。これを受けて一同がそれぞれに書く手紙、あるいは登場人物同士の会話を通じ、彼らがそれぞれに抱えている秘密と心の傷も明らかになっていく。その後、合唱部内でのある事件を経て、これまでやる気のなかった合唱部所属の男子生徒もコンクールに向けて真面目に練習に打ち込み始めるなど次第に部内のわだかまりが解消されていき、やがて長崎県大会の本番に挑むことになる。

## 主な登場人物

### 教師
柏木ユリ
高校卒業後に上京し、音楽学校のピアノ科を卒業した後も東京でプロのピアニストとして活動しながら暮らしていたが、柏木と同級生の松山ハルコに頼まれて故郷の中学校の臨時職員に採用され、帰郷し音楽の講師に着任することになった。美貌とは対照的に口調はぶっきらぼうで教え方もあまり熱心ではない。ボロボロの軽トラックで通勤している。
なお、実写映画版では彼女にも誰にも言えない悲しい過去があり、それが原因でピアノから遠ざかってしまった設定が追加されている。
松山ハルコ
本来の音楽教師。柏木とは中学校の同級生で、柏木が以前交際していた男性と結婚している。出産のため1年間休職中。
実写映画版では（登場人物の中では）唯一ユリの悲しい過去を知っている。

### 男子合唱部員
桑原サトル
中学校の男子生徒の中でも背が低く、地味で目立たない存在。自閉症の兄がいる。自分が生まれてきたことを負い目に感じていることから学校では常に周囲と距離を置き、自他ともに認める「ぼっち上級者」となっている。
NHK全国学校音楽コンクール長崎県大会出場にあたって佐世保市に前泊した際、長谷川コトミと共に事件に巻き込まれ、長谷川を庇って負傷。この一件によってその後、女子部員から「普段は頼りないけど、いざとなったら身を挺して守ってくれる」と慕われることになる。
三田村リク
柔道部と合唱部を掛け持ちしている。真面目で優しいしっかり者。体育会系の風貌の反面かなりの読書家で、桑原にお勧めの本の紹介もしている。
向井ケイスケ
交友関係は広く、学年中の生徒に顔が利く。柏木の美貌目当てに合唱部に入部、その後も真面目に練習に取り組まなかったが、あることをきっかけにその後は男子部員のリーダー的存在となる。お調子者で勉強もできないが、仲村ナズナの家庭環境を持ち出して悪口を言った後輩の男子部員を殴りつけるなど正義感も強い。
出産に臨む松山のために合唱コンクール会場でとっさの判断である計画を実行する策士の面もある。

### 女子合唱部員
辻エリ
合唱部部長。銀縁眼鏡をかけ、真面目な優等生。合唱部への男子の入部が判明した際には反対派の急先鋒となる。
仲村ナズナ
小学校5年次に父親が愛人と共に蒸発。その後、母がガンで死去したため、男性に対して恨みを持っている。
辻と同じく合唱部男子入部反対派だったが、幼なじみでもある向井から過去に向井宛に書いた手紙の存在を暴露されたため、中立の立場を余儀なくされる。
長谷川コトミ
合唱部ではソプラノのパートを担当。誰に対しても優しく、桑原から「天使がこの世にいるとしたら、きっと彼女のような姿をしている」と評されるほどの美少女。辻・仲村とは違い、「課題曲の『手紙』を混声で歌いたい」という理由で男子入部に肯定的なスタンスをとっている。
NHK全国学校音楽コンクール長崎県大会出場にあたって佐世保市に前泊した際、個人的な計画を実行に移すために桑原を同伴してある場所へ出向くが、そこで事件に巻き込まれる。

### その他
神木
長谷川と同じ集落で育った1つ上の先輩。以前は長谷川と交際していたが、中学校卒業後に五島を離れ、現在は親戚の家に下宿しながら佐世保市内の高校に通っている。

## 漫画
モリタイシの作画で漫画化され、『ゲッサン』で2013年4月号から2014年8月号まで連載された。
単行本
- 中田永一（原作）、モリタイシ（漫画）『くちびるに歌を』 小学館〈ゲッサン少年サンデーコミックススペシャル〉、全3巻
  1. 2013年09月30日発売 ISBN 978-4-09-124405-5
  2. 2014年03月12日発売 ISBN 978-4-09-124607-3
  3. 2014年10月10日発売 ISBN 978-4-09-125256-2

## 映画
2015年2月28日公開の日本映画。配給はアスミック・エース。主演は新垣結衣。監督は『陽だまりの彼女』、『ホットロード』などの三木孝浩。
監督の三木は映画化にあたり、生徒たちの15年後が柏木になるような物語、15歳の自分と大人が交わす往復書簡のような映画にしたいと構想していた。新垣を柏木役に起用した理由としては、新垣が先生ぽくない人だからとし、まだ大人になりきれない柏木が生徒と向き合ううちに大人になっていく柏木を求めているからとしている。また、新垣の明るいイメージとのギャップも大事なことだったとしている。ピアノ未経験者の新垣は撮影前に3か月の特訓を行い撮影に挑んだ。合唱部の生徒役については全員をオーディションを行ったうえで起用。こちらも半年間に渡る合唱練習を経て撮影に挑んでいる。
撮影は2014年7月より約2か月をかけて、五島列島を中心に全編に渡り長崎県で行われた。三木は映画化決定より前に五島列島を訪れて調査を行っており、五島列島で撮影をしたいと思った理由として、映画を五島列島の穏やかさで包みたかったとしている。
映画のキャンペーン中には女子部員7人（恒松、葵、柴田、山口、朝倉、植田、高橋）がアイドルユニット・Lips!を自主的に結成。お遊びでセルフプロデュースしたものだったが、2015年3月24日にはポニーキャニオンから『壁ドン 〜拝啓、勇気を出せない君へ〜 （アカペラver.）』とのタイトルで楽曲が配信されるまでに至った。

### キャスト
主要なキャストについては、映画公式サイトの「キャスト」を参照。
中五島中学校教師
- 柏木ユリ - 新垣結衣
- 松山ハルコ - 木村文乃
- 塚本哲男 - 桐谷健太
- 教頭 - 田口主将

中五島中学校合唱部
- 仲村ナズナ - 恒松祐里
- 桑原サトル - 下田翔大
- 関谷チナツ - 葵わかな
- 辻エリ - 柴田杏花
- 長谷川コトミ - 山口まゆ
- 向井ケイスケ - 佐野勇斗
- 三田村リク - 室井響
- 横峰カオル - 朝倉ふゆな
- 福永ヨウコ - 日向（植田まひる）
- 神木マイ - 高橋奈々
- 篠崎シュウヘイ - 狩野見恭兵
- 菊池ジュンヤ - 三浦翔哉

仲村家
- 仲村祐樹（ナズナの父） - 眞島秀和
- 仲村静流（ナズナの母） - 石田ひかり（特別出演）
- 仲村キヨ（ナズナの祖母） - 角替和枝
- 仲村利男（ナズナの祖父） - 井川比佐志

桑原家
- 桑原アキオ（サトルの兄） - 渡辺大知
- 桑原照子（サトルの母） - 木村多江
- 桑原幸一（サトルの父） - 小木茂光

その他
- 松山ハルコの夫 - 木本武宏 (TKO)
- コンクールの司会者 - 野間口徹

声のみの出演
- ユリの婚約者 - 鈴木亮平[13]
- 東京消防庁の職員 - 前川清[13]

### スタッフ
- 監督：三木孝浩
- 原作：中田永一『くちびるに歌を』
- 脚本：持地佑季子、登米裕一
- 撮影：中山光一
- 照明：松本憲人
- 録音：矢野正人
- 美術：花谷秀文
- 装飾：西尾共未
- 編集：伊藤潤一
- 音楽：松谷卓
- 主題歌：アンジェラ・アキ「手紙 〜拝啓 十五の君へ〜」（EPICレコードジャパン）
- スクリプター：古保美友紀
- VFXスーパーバイザー：鎌田康介
- 音響効果：岡瀬晶彦
- スタイリスト：望月恵
- ヘアメイク：内城千栄子
- 制作担当：松村隆司
- 助監督：清水勇気
- 協力：長崎県フィルムコミッション(JFC)、五島市、新上五島町、長崎県教育委員会、長崎市教育委員会、五島市教育委員会、日本自閉症協会
- 特別協力：九州商船、キャンパス、ソラシドエア
- 後援：全日本合唱連盟
- 制作プロダクション・配給：アスミック・エース
- 製作：「くちびるに歌を」製作委員会（アスミック・エース、ポニーキャニオン、小学館、電通、レプロエンタテインメント、巖本金属、GYAO、KDDI）

### 公開
ロケ地の福江島での先行上映や、さぬき映画祭、ゆうばり国際ファンタスティック映画祭での招待上映がされたのち、2015年2月28日に新宿ピカデリー他全国260スクリーンで封切られ、週末興行成績は観客動員は7万2900人（4位）、興業収入は8303万3900円（5位）を記録した。10代から70代までの幅広い年代が鑑賞している。

### 評価
全国公開前に行われた試写会では鑑賞者の95パーセントが感動したと回答した。ぴあ映画の調査による2月27日、28日に公開された新作映画を対象とした満足度調査では13作品中1位を獲得した。

#### 受賞
- ゆうばり国際ファンタスティック映画祭2015 - ゆうばりファンタランド大賞（観客賞）イベント賞[16]
- 第8回東京新聞映画賞（2016年）[17]

### 関連商品
- くちびるに歌を（2015年2月18日、小学館ジュニア文庫、ISBN 978-4-09-230793-3） - ノベライズ。著：百瀬しのぶ、監：「くちびるに歌を」製作委員会
- くちびるに歌をオリジナルサウンドトラック（2015年2月25日、ERJ、ESCL-4381）
- 映像ソフト（2015年9月2日、ポニーキャニオン[18]）
  - Blu-ray 愛蔵版【初回限定生産 2枚組】
  - DVD 愛蔵版【初回限定生産 2枚組】
  - DVD 通常版

## 舞台
2022年12月にかめありリリオホール（葛飾区亀有文化ホール）にて上演。
主演の森保まどか（元HKT48）は、演じる柏木ユリと同じく長崎県出身で、さらにピアノのソロアルバムを発売するなどピアニストとしても活動している。また、今作が森保にとってHKT48卒業後初の舞台作品となった。
柏木が顧問となる中学校の合唱部とは別の中学校の合唱部キャストはオーディションによって選考された。
2024年6月にあうるすぽっとにて、永島聖羅主演で再演。

### キャスト (舞台)

#### 2022年版
- 柏木ユリ - 森保まどか
- 松山ハルコ - 神志那結衣[19]
- 仲村ナズナ - 夏目愛海[19]
- 向井ケイスケ - 平松來馬[19]
- 長谷川コトミ - Hinano[20]
- 桑原サトル - 西川岬希[20]
- 三田村リク - 大原由暉[20]
- 辻エリ - 德岡明[20]
- 横峰カオル - 冨永さくら[20]
- 福永ヨウコ - 花澤美紅[20]
- アイコ - 森山真衣[20]
- シズカ - 芦澤木寧[20]
- マナミ - 晴野なち[20]
- 篠崎 - 二瓶愛琉[20]
- 関谷 - 角井楓真[20]

#### 2024年版
- 柏木ユリ - 永島聖羅[21]
- 松山ハルコ - 後藤夕貴[21]
- 仲村ナズナ - 山岸理子[21]
- 向井ケイスケ - 飛見龍哉[21]
- ⾧谷川コトミ - Hinano[21]
- 桑原サトル - 西川岬希[21]
- 三田村リク - 野上天翔[21]
- 辻エリ - 佐藤亜柚[21]
- 横峰カオル - 冨永さくら[21]
- 福永ヨウコ - 古賀英里奈[21]
- 山口アイコ - 金田すなほ[21]
- 田中シズカ - 松原もか[21]
- 松尾マナミ - 結城りな[21]
- 篠崎 - 北畑光希[21]
- 関谷 - Kota[21]
- 桑原サトルの母 - 斉藤レイ[21]
- 桑原サトルの父 - 宮本大誠[21]
- 桑原アキオ - 定岡遊歩[21]
- 仲村ナズナの母 - 伊藤あいみ[21]
- 野口先生 - 栗山絵美[21]
- 塚本先生 - 小笠原健[21]

ほか

### スタッフ (舞台)
- 脚本・演出：長戸勝彦

### 日程・会場 (舞台)
- 2022年12月 かめありリリオホール
- 2024年6月 あうるすぽっと